# Ivette Cordovez
Ivette María Cordovez Usuga (nacida el 24 de junio de 1979) es una actriz, presentadora de televisión, modelo y ganadora de concursos de belleza panameña, ganadora de Señorita Panamá 2001.

## Biografía

### Concurso de Belleza
Cordovez compitió en el certamen nacional de belleza Señorita Panamá 2000, el jueves 1 de septiembre de 2000 y obtuvo el título de Señorita Panamá Universo.Ivette pasó a representar a Panamá en Miss Universo 2001, que se llevó a cabo en Puerto Rico. Fue la representante oficial de Panamá en el certamen número 50 de Miss Universo 2001, celebrado en el Coliseo Rubén Rodríguez, Bayamón, Puerto Rico el 11 de mayo de 2001.

### Actuación
Trabajó en telenovelas y miniseries.En 2008 trabajó en la telenovela cómica mexicana Las Tontas No Van al Cielo la cual tuvo éxito en Latinoamérica. Luego de terminar el rodaje de Las Tontas No Van al Cielo, Cordovez trabajó en Sortilegio, la popular serie La Rosa de Guadalupe y Central de Abastos, entre otras. Cordovez regresó a Panamá en 2011 y participó en la versión femenina de The Odd Couple de Neil Simón, donde interpretó a Vera.

### Televisión
Ivette Cordovez actualmente se desempeña como ejecutiva de TVN. Allí montó un curso de Actuación para TV, dirigido por Alejandra Israel, ex profesora de actuación de Televisa. Comenzó como presentadora de noticias de TVN Weekend News en noviembre del 2011.

## Televisión
- 2009: Sortilegio
- 2008: Las tontas no van al cielo
- 2008: Cuidado con el ángel
- 2008: En nombre del amor
- 2008: Un gancho al corazón
- 2007: Palabra de Mujer